# Dravik
Dravik (Bromus) is een geslacht van planten uit de grassenfamilie (Gramineae oftewel Poaceae). Het meer dan honderd soorten tellende geslacht komt veel voor in gematigde streken. De zwenkdravik (Anisantha tectorum) en ijle dravik (Anisantha sterilis) worden ook wel tot Bromus gerekend. In het verleden werden ook Bromopsis-soorten tot het geslacht dravik gerekend.
Meerdere draviksoorten zijn problematisch voor de landbouw, met name bij het verbouwen van tarwe. Draviksoorten breiden zich snel uit en concurreren met granen. Andere draviksoorten, zoals dreps, die ook op graanakkers voorkomen, horen ondertussen bij de bedreigde soorten.
In Nederland komen de volgende soorten voor:
- akkerdravik (Bromus arvensis) (waarschijnlijk is ingevoerd met graszaden)
- alaskadravik (Bromus hitchensis) (recent ingeburgerd)
- dreps (Bromus secalinus)
- sierlijke dravik (Bromus lepidus) (sinds het eerste kwart van de 20e eeuw)
- trosdravik (Bromus racemosus)
- zachte dravik (Bromus hordeaceus)

In België komt ook voor:
- zware dreps (Bromus grossus)